# Telmatobius chusmisensis
Espèce
Statut de conservation UICN

 EN  : En danger
Telmatobius chusmisensis est une espèce d'amphibiens de la famille des Telmatobiidae. 

## Répartition
Cette espèce est endémique du village de Chusmisa dans la commune de Huara, dans la province du Tamarugal dans la région de Tarapacá dans le nord du Chili. Elle n'est connue que d'un petit cours d'eau à environ 3 650 m d'altitude,.

## Étymologie
Son nom d'espèce, composé de chusmis[a] et du suffixe latin -ensis, « qui vit dans, qui habite », lui a été donné en référence au lieu de sa découverte, le village de Chusmisa.

## Publication originale
- Formas, Cuevas & Nuñez, 2006 : A New Species of Telmatobius (Anura: Leptodactylidae) from Northern Chile. Herpetologica, vol. 62, no 2, p. 173-183 (texte intégral).